# West Greenwich
West Greenwich és una població dels Estats Units a l'estat de Rhode Island. Segons el cens del 2000 tenia 5.085 habitants.

## Demografia
Segons el cens del 2000, West Greenwich tenia 5.085 habitants, 1.749 habitatges, i 1.451 famílies. La densitat de població era de 38,8 habitants per km².
Dels 1.749 habitatges en un 42,7% hi vivien nens de menys de 18 anys, en un 72,3% hi vivien parelles casades, en un 7,4% dones solteres, i en un 17% no eren unitats familiars. En el 13% dels habitatges hi vivien persones soles el 3,6% de les quals corresponia a persones de 65 anys o més que vivien soles. El nombre mitjà de persones vivint en cada habitatge era de 2,9 i el nombre mitjà de persones que vivien en cada família era de 3,18.
Per edats la població es repartia de la següent manera: un 28,4% tenia menys de 18 anys, un 6,1% entre 18 i 24, un 33,4% entre 25 i 44, un 25,1% de 45 a 60 i un 7,1% 65 anys o més.
L'edat mediana era de 37 anys. Per cada 100 dones de 18 o més anys hi havia 99,5 homes.
La renda mediana per habitatge era de 65.725 $ i la renda mediana per família de 71.332 $. Els homes tenien una renda mediana de 44.306 $ mentre que les dones 32.933 $. La renda per capita de la població era de 25.750 $. Aproximadament el 2,5% de les famílies i el 4,2% de la població estaven per davall del llindar de pobresa.